# Королевские военно-морские силы Югославии
Королевские Военно-морские силы Югославии (серб. Југословенска краљевска ратна морнарица) — флот Королевства Сербов, Хорватов и Словенцев, в 1929 году переименованного в Королевство Югославия. После оккупации страны в апреле 1941 года флот был распущен. Его корабли были частично уничтожены, частично захвачены противником.

## История
В результате Первой мировой войны Австро-Венгрия распалась и её корабли, чьи экипажи были укомплектованы южными славянами, готовились войти в состав флота создаваемого южнославянского государства. Однако итальянцы были обеспокоены появлением новой военной силы на Адриатике и использовали все каналы давления на союзников, чтобы предотвратить передачу остатков австро-венгерского флота Королевству СХС. В результате новой балканской державе достались только 12 современных торпедных катеров, 4 старых тральщика, 4 речных монитора и несколько вспомогательных кораблей. В 1920 году молодой флот также получил 6 немецких тральщиков класс M и старый крейсер «Niobe», получивший имя «Далмација».
Перед вторжением Германии и её союзников югославский королевский флот был оснащен как кораблями, полученными от Австро-Венгрии и кайзеровской Германии, так и новыми кораблями, построенными на югославских верфях.

## Состав флота
По состоянию на 1939 год в составе королевского югославского флота находились следующие корабли:
- Крейсер «Далмация» (бывший «Niobe»). Был переоборудован в учебный корабль.
- Эсминец «Дубровник». Был построен на английской верфи в 1931 году.
- Эсминцы «Београд», «Любляна» и «Загреб». Вошли в состав флота в 1937—1938 годах.
- Миноносцы Т1, Т2, Т3, Т4, Т5, Т6, Т7 и Т8 (Бывшие австрийские миноносцы).
- Торпедные катера «Орјен», «Велебит», «Динара», «Триглав», «Сувобор», «Рудник», «Каймакчалан», «Дурмитор». Были заказаны в 1936 году в Германии.
- Торпедные катера «Четник» и «Ускок».
- Минные заградители «Галеб», «Лабуд», «Јастреб», «Кобац», «Орао», «Сокол». Были построены в 1917—1918 гг.
- Минные заградители «Мацинска», «Марјан», «Мељине», «Млет», «Мосор».
- Авиатранспорт «Змай». Построен в Германии в 1928 году, нес на борту 10 гидросамолетов.
- Подводные лодки «Храбри» и «Небојша» типа «Храбри», построены в Англии.
- Подводные лодки «Осветник» и «Смели».
- Речные мониторы «Вардар», «Драва», «Сава» и «Морава».

## Флаги кораблей и судов
| Флаг | Гюйс       | Вымпел боевых кораблей |
| ---- | ---------- | ---------------------- |
|      | нет данных | нет данных             |

### Флаги должностных лиц
| Адмирал | Вице-адмирал | Контр-адмирал | Капитан |
| ------- | ------------ | ------------- | ------- |
|         |              |               |         |